# Alfons Depoorter
Alfons Depoorter (Lichtervelde, 7 mei 1916 - Brugge, 22 juni 2008) was vicaris-generaal van het Bisdom Brugge.

## Levensloop
Na zijn studie aan het seminarie werd hij op 20 december 1941 tot priester gewijd. Hij vervolgde zijn studie aan de KU Leuven en promoveerde er tot doctor in het kerkelijk recht.
Van augustus 1945 tot december 1945 was hij leraar aan het college van de Onbevlekte Ontvangenis in Veurne. Op 31 december 1945 werd hij benoemd tot professor kerkelijk recht en directeur van de afdeling theologie aan het Grootseminarie in Brugge.
In 1959 werd hij benoemd tot Vicaris-Generaal van het bisdom Brugge, een functie waarvan hij op 30 oktober 1987 eervol ontslag bekwam. Sinds 1953 was hij erekanunnik bij het Sint-Salvatorskapittel en sinds 1959 Ereprelaat van Zijne Heiligheid.
Hij bekleedde volgende functies: 
- voorzitter (1959) van de vzw 'Werk der Arendsjongskens' (steun aan de Hongaarse stichtingen van priester István Regőczi);
- stichter (1963), samen met A. Roels, en voorzitter (1963-1993) van het 'Brugse Home voor daklozen';
- medestichter van Memisa (1987);
- lid van de raad van bestuur van de Katholieke Radio en Televisie omroep (KRTO).
- Hij lag aan de basis van de samenwerking tussen AZ St. Jan, Brugge en het ziekenhuis in Kisantu (Congo).